# Venmanad
Venmanad es una ciudad censal situada en el distrito de Thrissur en el estado de Kerala (India). Su población es de 8377 habitantes (2011). Se encuentra a 16 km de Thrissur y a 78 km de Cochín.

## Demografía
Según el censo de 2011 la población de Venmanad era de 8377 habitantes, de los cuales 3901 eran hombres y 4476 eran mujeres. Venmanad tiene una tasa media de alfabetización del 96,11%, superior a la media estatal del 94%: la alfabetización masculina es del 97,65%, y la alfabetización femenina del 94,81%.